# Маньчжурский кандидат (фильм, 1962)
«Маньчжурский кандидат» (англ. The Manchurian Candidate) — американский чёрно-белый драматический триллер о Холодной войне режиссёра Джона Франкенхаймера, экранизация одноимённого романа Ричарда Кондона 1959 года, первая часть «параноидальной трилогии», куда также входят «Семь дней в мае» и «Вторые». Премьера состоялась 24 октября 1962 года в разгар Карибского кризиса.
Главные роли исполнили Фрэнк Синатра и Лоуренс Харви. Две номинации на премию «Оскар»: за лучшую женскую роль второго плана (Анджела Лэнсбери) и монтаж. Ныне «Маньчжурский кандидат» считается одним из величайших триллеров в истории, вершиной режиссёрского мастерства Франкенхаймера. В 2004 году режиссёром Джонатаном Демми был снят ремейк.
В 1994 году фильм внесён в Национальный реестр фильмов, обладая «культурным, историческим или эстетическим значением».
По версии Американского института кино картина занимает 67-е место в списке 100 фильмов за 1998 год (выбыла в 2007) и 17-е место в 100 остросюжетных фильмов.

## Сюжет
1952 год, Корейская война. Советские десантники похищают патрульный взвод американских пехотинцев и отправляют в Маньчжурию, принадлежащую коммунистическому Китаю.
Три дня спустя сержант Реймонд Шоу (Лоуренс Харви) и капитан Беннетт Марко (Фрэнк Синатра) возвращаются на позиции американских войск/ООН. 
Шоу становится[уточнить] одним из 77 солдат из общего числа в 5,72 млн человек, награждённых Медалью Почёта лично президентом в Белом доме[прояснить] за спасение жизней своего взвода из 9 солдат в бою, несмотря на смерть двух человек от миномётного снаряда во время патрулирования. Шоу возвращается домой, где его героизм используется его политически мотивированной матерью Элеонор Айслин (Анджела Лэнсбери), чьи подрывные планы заключаются в том, чтобы способствовать карьере её второго мужа, сенатора Джона Айслина (Джеймс Грегори). Шоу отвергает свою мать и отчима, устроившись на работу в газету, издаваемую их соперником Холборном Гейнсом.
После того, как Марко получает звание майора и новую работу в армейской разведке, ему снова снится кошмар: загипнотизированный Шоу, как и другие, считающий, что находится на женском собрании цветоводов, беспечно убивает двух солдат из своего взвода (душит шарфом не сопротивляющегося Эдда Мейвола, после чего пускает пулю в голову юному улыбающемуся Бобби Лэмбеку). Собравшиеся в зале коммунисты с портретами Иосифа Сталина и Мао Цзэдуна  наблюдают за хладнокровными убийствами, демонстрирующими революционную технику промывки мозгов, побуждающую жертву отбросить человеческую мораль.
Шоу во время плена был запрограммирован как «спящий агент», который слепо подчиняется приказам убивать и не помнить о своих преступлениях. Его боевой героизм был ложным воспоминанием, внедрённым во взводе во время «промывки мозгов». Шоу получает письмо от сослуживца капрала Алана Мэлвина, рассказывающему ему о кошмаре, схожем со сном Марко, после чего ему звонят коммунисты и предлагают разыграть пасьянс: бубновая дама активирует его. Коммунисты подстраивают автомобильную аварию, в ходе которой Реймонд оказывается сбит. Пострадавшего посещает доктор Йен Ло, ранее приказавший Шоу убить двух сослуживцев для проверки «спящего агента». Реймонду дают первое задание: ликвидировать работодателя Холборна Гейнса для подтверждения работы внедрённой программы. Тот без колебаний убивает ещё не спящего старика вечером в его собственной постели.
Полковник Милт, начальник Марко, отправляет того в бессрочный отпуск по состоянию здоровья после его подозрений из-за сна и своей характеристики Шоу, с которой согласились остальные члены взвода: «Реймонд Шоу — самый храбрый, самый преданный и необычный человек из тех, кого я знал», несмотря на то, что сержант является холодным и грустным одиночкой. В поезде майор встречается с привлекательной блондинкой Эжени Чейни (Джанет Ли), которая говорит ему свой адрес.
Чюнцзин (Генри Сильва), корейский агент, выдававший себя за проводника взвода Шоу, проникает в его квартиру в качестве дворецкого и повара якобы в благодарность за своё спасение. Элеонора вдохновляет мужа-демагога, похожего на Маккарти, делающего необоснованные заявления о том, что в Министерстве обороны работают коммунисты. Беннет, посетивший друга, узнаёт агента, яростно нападает на него и требует рассказать, что же на самом деле произошло во время плена. После того, как Марко арестовывают за нападение, тот звонит Эжени Чейни, которая вносит залог и разрывает помолвку, чтобы встретиться с ним.
Марко узнаёт от Шоу о несохранившемся письме капрала Мелвина, видевшего тот же кошмар. Когда Мелвин и он идентифицируют по отдельности фотографии одних и тех же двух мужчин из своих снов — ведущих фигур в коммунистическом заговоре, одним из которых является член Центрального комитета Березовский, — армейская разведка восстанавливает Марко на службе и соглашается помочь в расследовании, поручая тому следить за Шоу, «самым храбрым, самым преданным и необычным человеком из тех, кого он знал». Беннетт приходит к Реймонду, давшему Чюнцзину после звонка друга выходной, в гости на Рождество. Они напиваются, Шоу говорит, как ненавидит свою мать за то, что она разлучила его с возлюбленной Джослин (Джоззи) (Лесли Пэрриш). Сержант вспоминает, как они познакомились: девушка удалила лезвием змеиный яд из его ноги, когда он был на пляже, после чего он был доставлен в её дом и познакомился с её отцом, либеральным сенатором Томасом Джорданом (Джон Макгайвер), главным политическим оппонентом Айслинов. Элеонора, считающая Джордана коммунистическим шпионом, вынуждает сына подписать письмо против сенатора, а на следующий день Реймонд уже попадает в армию.
Шоу раскладывает пасьянс, после чего, услышав фразу из истории бармена «иди в Центральный парк и утопись», к недоумению Марко быстро уезжает на такси. Тот вовремя окликает друга, который резко теряет память. Марко со слов доктора Йен Ло узнаёт о роли бубновой дамы («имеющей много общих черт с обожаемой и ненавидимой матерью Реймонда») в формировании Шоу.
Элеонора организует воссоединение сына с Джослин, чтобы заручиться поддержкой сенатора Джордана для мужа, выдвинувшего кандидатуру в вице-президенты. После того, как Джослин непреднамеренно запускает программирование Шоу, надев на устроенную Элеонорой костюмированную вечеринку на Лонг-Айленде платье с наклеенной большой бубновой дамой, они сбегают. Джордан без колебаний говорит, что любыми силами будет мешать Айслинам добиваться выдвижения. Разъярённая отпором сенатора Элеонора, которая, как выяснилось ранее, является американским куратором Шоу, обнаруживает в пустой комнате бубновую даму Джослин.
Марко в доме Реймонда демонстрирует Эжени, на которой собирается жениться, заряженную карту, из которой он ловко достаёт бубновую даму. Их посещает поженившаяся чета Шоу. Беннетт сообщает Джослин о «болезни» её мужа и даёт той время до послезавтра, чтобы побыть с Реймондом до ареста.
В гостинице влюблённые слушают по телевидению новости о своём побеге и заявления Джона Айслина насчёт сенатора Джордана. Разъярённый поведением отчима Реймонд возвращается в Нью-Йорк, где Элеонора посылает его убить Джордана в его доме. Шоу стреляет из револьвера с глушителем в сердце радушно встретившего его сенатора через пакет молока. Прибежавшая на шум со второго этажа Джослин видит, как супруг добивает её отца выстрелом в висок, после чего сама получает пулю. Реймонд понимает, кто совершил убийство. Шоу не помнит, как убивал Джорданов, и, узнав об их смерти, пребывает в трауре.
Разбитый Шоу звонит Марко из гостиничной комнаты. Благодаря заряженной колоде с бубновыми дамами майор узнаёт от Реймонда о подробностях похищения, внедрения программы и убийствах друга. Беннетт командует Реймонду забыть об убийствах Джорданов и понимает, что тот не знает о цели своей миссии, после чего показывает 52 бубновых дамы и приказывает перестать выполнять команды коммунистов, говоря на просьбу разложить пасьянс «Простите, друзья, — партия сыграна». В это время звонит Элеонора и вызывает сына. Марко приказывает Шоу позвонить ему сразу после того, как он узнаёт о своём задании.
Женщина без колоды приказывает Реймонду убить кандидата в президенты от их партии Бена Артура в разгар съезда выстрелом в голову после его завершающей фразы: «Я бы никогда не предложил американскому народу свою помощь в защите свободы, если бы не был готов предоставить её с радостью. Моя жизнь отдана служению свободе», чтобы сенатор Айслин, взяв тело на руки, произнёс короткую, но яркую речь, которую готовили 8 лет, и стал кандидатом на пост главы государства по умолчанию. В шумихе тот собирается добиваться чрезвычайных полномочий, дабы установить авторитарный режим. Элеонора говорит Шоу, что она просила создать запрограммированного убийцу, но не подозревала, что им окажется её собственный сын. Она клянётся, что, придя к власти, отомстит коммунистам за их выбор, после чего нежно целует сына.
Шоу, замаскировавшись под священника, входит со снайперской винтовкой в чемоданчике в Мэдисон-сквер-гарден и занимает снайперскую позицию в кабинке позади прожектора до начала съезда. Марко и полковник Милт, не дождавшись звонка Шоу, спешат остановить его. Пока звучит гимн, Реймонд собирает винтовку; отдающий честь Марко окидывает взором помещение и в конце концов замечает горящее окошко будки. Шоу целится в Бенджамина Джей Артура, но в последний момент убивает сидящих отчима и мать в голову. Шоу, надевший Медаль Почёта на шею, целясь в Марко, вбежавшего в осветительную будку, говорит ему: «Никто бы не смог их остановить: ни ты, ни армия. Я должен был сделать это сам. Вот почему я не позвонил. Господи, Бен…», после чего пускает себе пулю в лоб.
В тот же вечер Марко, разговаривая с Эжени, в частном порядке оплакивает смерть друга, произнося: «Бедняга Реймонд. Бедняга, такой одинокий… Он надел свою медаль, когда покончил с собой. Я должен прочитать тебе высказывание, их надо прочесть: „Взяв в плен восьмерых, убив четырёх в то время, когда он был ранен в руку и ногу, он хромал, потому что другая нога тоже была прострелена. Эдвардс“; „Раненый пять раз, он шёл вперёд под обстрелом из пулемётов, чтобы вытащить своих двух раненых людей из-под обстрела, в котором погибло 69, а было ранено 203. Хальдерманн“. Настроенный, чтобы убивать слишком мерзкими способами, чтобы их описывать. Врагом лишённый своего рассудка и своей души, он освободил себя сам. В конце, без лишнего сомнения, с огромной отвагой, он отдал жизнь, чтобы спасти свою страну. Реймонд Шоу…». Под раскат грома майор в сердцах произносит «Чёрт! Чёрт!» и отворачивается к окну, сдерживая слёзы.

## В ролях
| Актёр            | Роль                                                         |
| ---------------- | ------------------------------------------------------------ |
| Фрэнк Синатра    | майор Беннетт «Бен» Марко                                    |
| Лоуренс Харви    | Реймонд Шоу, ветеран войны из политической семьи             |
| Анджела Лэнсбери | миссис Элеонор Айслин, мать Рэймонда                         |
| Джанет Ли        | Эжени Роуз Чейни                                             |
| Джеймс Грегори   | сенатор Джон «Джонни» Йеркс Айслин, отчим Рэймонда           |
| Джон Макгайвер   | сенатор Томас Джордан, отец Джослин                          |
| Лесли Пэрриш     | Джослин «Джоззи» Джордан                                     |
| Генри Сильва     | Чюнцзин, корейский коммунистический агент                    |
| Хелен Клиб       | миссис Генри Уитакер, председательница (в титрах не указана) |

## Награды
- 1962 — премия Национального совета кинокритиков США за лучшую женскую роль второго плана (Анджела Лэнсбери).
- 1963 — премия «Золотой глобус» за лучшую женскую роль второго плана (Анджела Лэнсбери), а также номинация в категории «Лучший режиссёр» (Джон Франкенхаймер).
- 1963 — две номинации на премию «Оскар»: лучшая женская роль второго плана (Анджела Лэнсбери), лучший монтаж (Феррис Уэбстер).
- 1963 — номинация на премию BAFTA за лучший фильм.
- 1963 — номинация на премию Гильдии режиссёров США за лучшую режиссуру художественного фильма (Джона Франкенхаймера).